# Kitarski efekti
Kitarski efekti so elektronske naprave, ki spreminjajo ton, njegovo višino, ali zvok električne kitare. Efekti so lahko združeni v pedala, kitarske ojačevalce, predojačevalce in procesorje. Elektronski efekti in spreminjanje signala je postalo zelo priljubljeno v veliko zvrsteh, predvsem v rocku, popu, bluesu in metalu.
Kitarski efekti se uporabljajo tudi pri drugih instrumentih v podobnih zvrsteh. Ti instrumenti so elektronski klavirji in sintetizatorjih. Bas kitaristi pa uporabljajo bas efekte, ki so narejeni za spreminjanje nizkih frekvenc bas kitare.